# モーリス・ウィリアムソン
モーリス・ドナルド・ウィリアムソン（英: Maurice Donald Williamson、1951年3月6日 - ）は、ニュージーランド国民党に所属する元政治家で、パクランガ選挙区選出の代議院議員を務めていた。彼は閣内外で、交通、通信、放送、地方自治、科学技術研究、建設、税関、小企業、統計、国土情報など、複数の大臣職を歴任した。現在はロサンゼルス郡サンタモニカでニュージーランド総領事を務めている。

## 政治家になるまで
ウィリアムソンはオークランドで生まれたが、隣接するワイカト地方のマタマタで学生生活のほとんどを送った。彼はマタマタ・カレッジ出身である。オークランド大学で計算機科学と応用数学の学位を取って卒業した後、12年間汎用コンピュータで定期航空路のダイヤ作成を行うソフトウェア開発に携わっていた。
彼は妻レイウィン（英: Raewyn）と結婚し、3人の養子がいる。またインスティテュート・オブ・ITプロフェッショナルズ（旧ニュージーランド・コンピュータ・ソサエティ）の名誉フェローである。

## 国会議員として
| ニュージーランド議会 |           |            |            |        |
| 在任期間             | 任期      | 選挙区     | 名簿順位   | 政党   |
| 1987年–1990          | 42nd (en) | パクランガ | パクランガ | 国民党 |
| 1990年–1993          | 43rd (en) | パクランガ | パクランガ | 国民党 |
| 1993年–1996          | 44th (en) | パクランガ | パクランガ | 国民党 |
| 1996年–1999          | 45th (en) | パクランガ | 20         | 国民党 |
| 1999年–2002          | 46th (en) | パクランガ | 13         | 国民党 |
| 2002年–2005          | 47th (en) | パクランガ | none       | 国民党 |
| 2005年–2008          | 48th (en) | パクランガ | 17         | 国民党 |
| 2008年–2011          | 49th (en) | パクランガ | 8          | 国民党 |
| 2011年–2014          | 50th (en) | パクランガ | 19         | 国民党 |
| 2014年–2017          | 51st (en) | パクランガ | 35         | 国民党 |

ウィリアムソンは、中道右派の政党・ニュージーランド国民党所属で、1987年ニュージーランド総選挙以来2017年までパクランガ選挙区の選出の国会議員だった。通信、放送、交通、科学技術研究などの各大臣を歴任し、1990年から1996年には厚生副大臣も務めた。また売買春法律の改正に強く賛成している。

### 一時停職
2003年7月22日、ウィリアムソンは選挙での敗戦について国民党党首ビル・イングリッシュを責め立て、制止に従わなかったとして、党員集会で停職処分を受けた。イングリッシュからドン・ブラッシュに党首交代した後、ウィリアムソンの停職処分は解かれた。この後、ウィリアムソンは国民党で積極的に活動し、2008年には党の名簿順位第8位にまで上り詰めた。

### 第49代・第50代ニュージーランド議会
2008年ニュージーランド総選挙後、国会はハング・パーラメントとなり、コンフィデンス・アンド・サプライを行う3人の協力者を得て、国民党は少数与党内閣を結成した。ウィリアムソンは党の高位に就いていたが、道路通行料に関する党の政策で、選挙運動中に失策を重ねていたため、内閣の一員には選ばれなかった。彼は、税関、建設、統計、小企業に関する閣外大臣を務めることになった。在任中の大仕事としては、進行していたリーキー・ホームズ・クライシスがあり、問題の膨大さから政府も「途方に暮れている」と認めた。
2009年7月には、性的不祥事を起こしたとして、ジョン・キー首相が、リチャード・ワースの大臣職を解き、その後ワースが議員職を辞するという事件があった。ウィリアムソンはネイサン・ガイが正式に引き継ぐまで、ワースが務めていた内政・国立図書館・ニュージーランド公文書館担当の各大臣職を代理で務めた。
第50代ニュージーランド議会の選挙後、ウィリアムソンは再び議席を獲得し、国民党による2期目の内閣で大臣職を得た。ウィリアムソンは2008年以来の税関・国土情報・建設の各大臣職を維持したが、ACTニュージーランドとの連立を行うため、小企業担当大臣の職はジョン・バンクスに引き継いだ。ジョー・グッドヒュー、チェスター・バロウズ、クリス・トレメインと共に閣外大臣の職も務め、2014年5月の全閣僚職辞任まで継続した。
2014年5月1日、ウィリアムソンは閣僚職を辞任し、当時の首相だったジョン・キーは「捜査について警察と議論するというのは、ウィリアムソン氏の大きな判断ミスだった」と述べた。ウィリアムソンの辞任は、国民党へ寄付を行っていたビジネスマンのドングヮ・リウ（英: Donghua Liu）が、国内で傷害事件を起こしたとして取り調べを受け、取り調べについて彼が警察へ問い合わせをしたとして、引責したものである。ウィリアムソンはこの件について、捜査の進行に干渉するつもりはなく、リウがニュージーランドに多額を投資していることから捜査が行われているという話が本当か確かめたかっただけだったとしている。
2016年7月、ウィリアムソンは2017年の選挙には出馬しないことを表明した。ほぼ同時期にロサンゼルス郡サンタモニカでのニュージーランド総領事職に任命されたが、補欠選挙を避けるため、自身の任期満了を待って赴任した。

### 「ビッグ・ゲイ・レインボー」演説

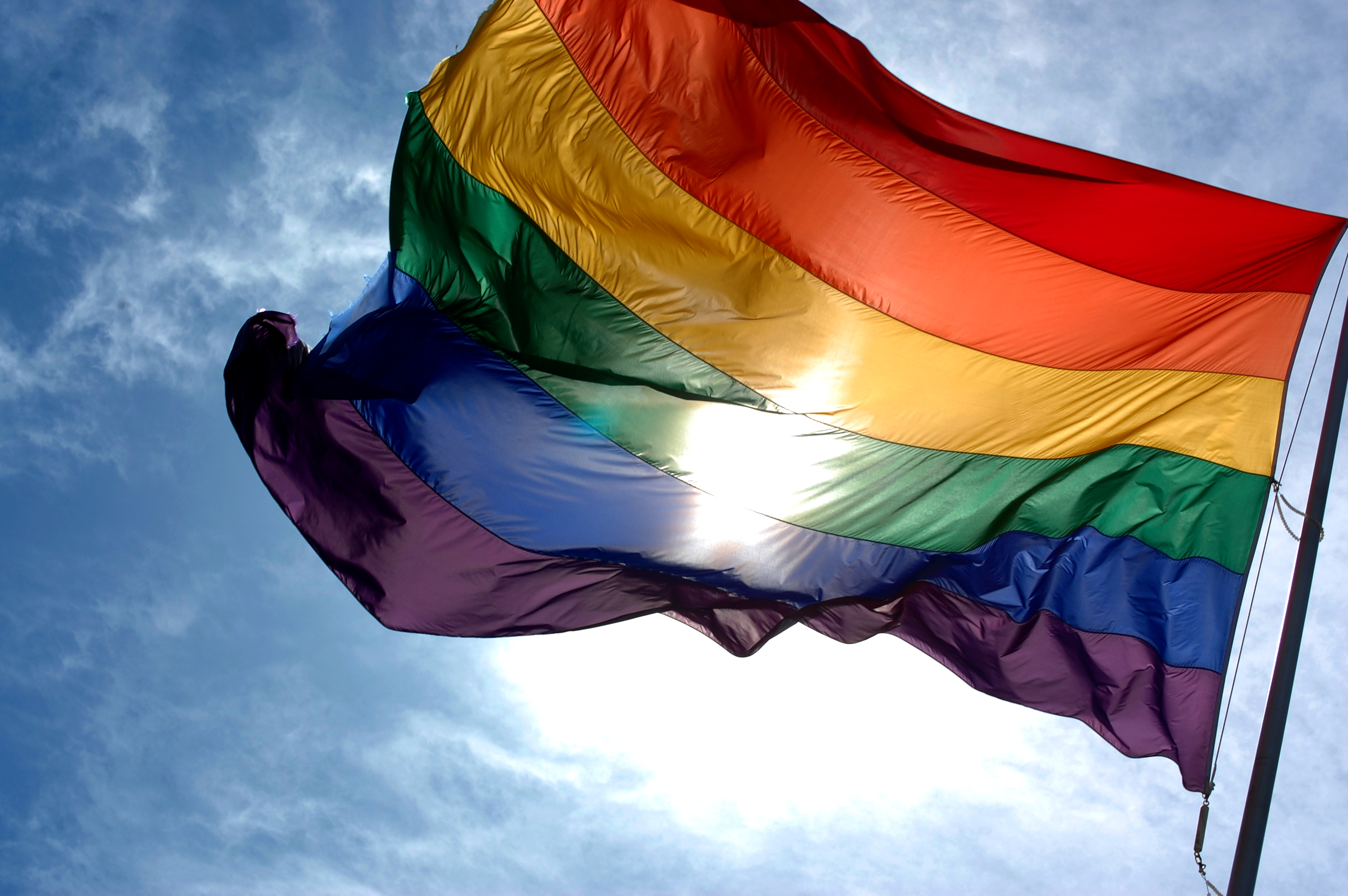
LGBTの象徴であるレインボーフラッグ。ウィリアムソンは地元での虹を、法案通過の吉兆ととらえて演説を行った

2013年4月、ウィリアムソンは同性婚を認める2013年結婚（結婚の定義）改正法案に賛成票を投じ、第三読会の投票に先立ち演説を行った。この演説の中で、ウィリアムソンは法案反対者からの意見や不安を引用し、法案が通過しても非当事者には日常が巡るだけだとしたほか、地元で大きな虹がかかったことは何かのお告げ（sign）ではないかと述べた（レインボーフラッグはLGBT当事者のシンボルであり、また虹はキリスト教では誓いや契約のしるし（sign）である）。演説はすぐに世界中で話題となった。ウィリアムソンの皮肉的で正直なアプローチも相まって、演説はその後数日で数十万回も視聴され、『ハフィントン・ポスト』や『ゴーカー』（ゴーカー・メディア）など有名ニュースサイトに取り上げられた。ウィリアムソンは『エレンの部屋』への出演オファーを受けたが、スケジュールと大臣への賞与規定から断ったと明かしている。ウィリアムソンは後に、首相から出演料を慈善事業へ寄付するなら出演してもよいとの許可を得た。ウィリアムソンのスピーチは、反対票を投じた政治家や、左派的なコメンテーターからも賞賛された。
このスピーチは、2017年11月下旬に竹下亘が同性愛カップルの宮中晩餐会参加へ批判的発言をしたことを機に、Twitterを中心に拡散して日本で大きな話題となった。